# Dypsis ankaizinensis
Espèce
Statut de conservation UICN

 DD  : Données insuffisantes
Dypsis ankaizinensis est une espèce de palmiers (Arecaceae), endémique de Madagascar. 

## Répartition et habitat
Cette espèce est endémique à la montagne de Tsaratanana dans le nord de Madagascar. Elle pousse dans la forêt tropicale humide de montagne entre 1 700 et 2 400 m d'altitude.